# Mazinga Z (singolo discografico)
Mazinga Z  è un singolo discografico del Galaxy Group, pseudonimo dei Pandemonium,  pubblicato nel 1979.

## Descrizione
Il brano Mazingher Z era la sigla dell'anime Mazinga Z, scritto da Dino Verde su musica di Michiyaki Watanabe e arrangiamento di Detto Mariano.
La base musicale fu originariamente composta per la versione giapponese Mazinger Z (1972), per la versione giapponese in lingua inglese Mazinger Z (1972) e per quella spagnola e sudamericana Mazinger Z (1978).
Esistono due diverse versioni del disco, con stesso numero di catalogo, che differiscono non solo per il disegno sulla copertina, ma addirittura per il titolo della canzone: Mazinga Z nella prima edizione, Mazinger Z sulla copertina e Mazingher Z sull'etichetta nella seconda edizione .
Figli di Giove è un brano strumentale scritto da Detto Mariano ispirato alla serie, riutilizzato come base per il brano Maya, lato b del singolo Astroganga.
Entrambi i brani sono stati inseriti nella compilation Le sigle d'oro dei cartoni animati e in altre raccolte.

## Tracce
Lato A
- Mazingher Z - (testo: Dino Verde – musica: Michiyaki Watanabe)

Lato B
- Figli di Giove - (Detto Mariano)